# Schlacht bei Saint-Denis (1678)
Solebay – Erste Schooneveld – Zweite Schooneveld – Maastricht – Texel – Bonn – Sinsheim – Seneffe – Enzheim – Türkheim – Sasbach – Konzer Brücke – Stromboli – Augusta – Palermo – Philippsburg – Maastricht – Valenciennes – Tobago – Cassel – Kokersberg –  Freiburg – Ypern – Rheinfelden – Saint-Denis

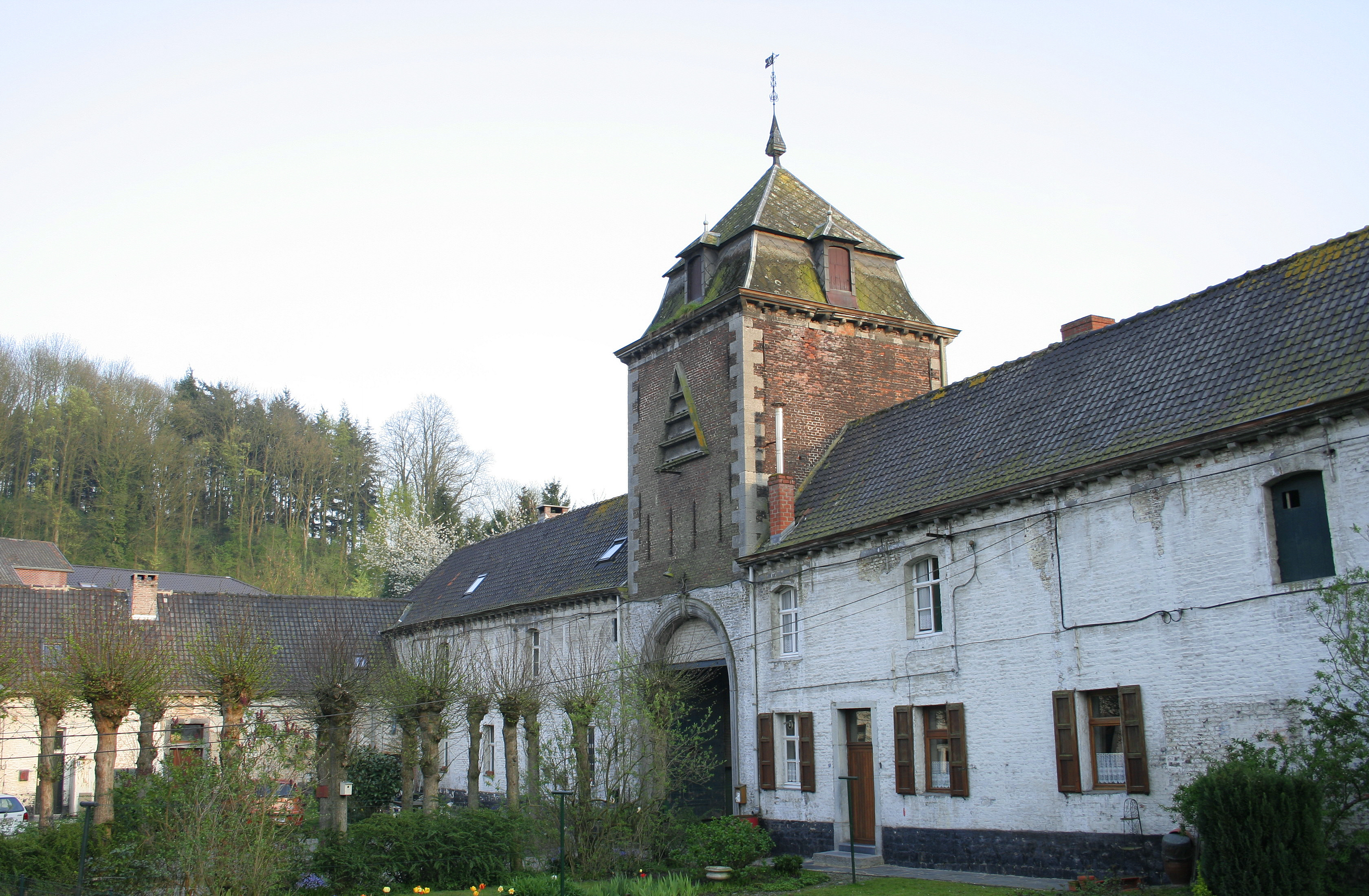
Abtei St-Denis-en-Brocqueroie, Quartier des Maréchal de Luxembourg

Die Schlacht bei Saint-Denis fand am 14. und 15. August 1678 bei der Ortschaft Saint-Denis (in der Nähe von Mons) in Belgien statt. Kommandeur war auf französischer Seite François-Henri de Montmorency-Luxembourg, sein Gegner war Wilhelm III. von Oranien-Nassau mit einer vereinigten holländisch-spanisch-englischen Streitmacht.
Es war die letzte Schlacht des Holländischen Krieges, und sie fand kurioserweise erst nach der Unterzeichnung des Friedensvertrages mit den Niederländern am 10. August statt.

## Die Schlacht
Seit Mai 1678 wurde Mons von der französischen Armee belagert, das Stabsquartier des Maréchal de Luxembourg befand sich in Écaussinnes in der Benediktinerabtei Saint-Denis-en-Brocqueroie. Der Vertrag zwischen Frankreich und Spanien war zu dieser Zeit noch nicht unterschrieben, da die Franzosen ständig neue Einwände vorbrachten – in der Hoffnung, noch schnell vorher Mons einzunehmen.
Die in der Nähe von Brüssel stationierten Truppen von Wilhelm von Oranien wurden inzwischen in Marsch gesetzt, um die Belagerung gewaltsam zu beenden. Nach seinem Eintreffen auf dem Schauplatz standen sich die beiden Armeen, durch den Lauf des Flüsschens Obrecheuil getrennt, gegenüber.
Eine Meldung über den Abschluss des Friedensvertrages erreichte das Lager des niederländischen Statthalters am 13. August, ohne jedoch offiziellen Charakter zu haben. Am Morgen des 14. August überbrachte Godefroi d’Estrades die gleiche Neuigkeit dem Maréchal de Luxembourg. Dieser war im Begriff, die Nachricht in das niederländische Lager zu übermitteln, als er erfuhr, dass sich der Oranier mit seiner Armee zum Angriff formierte. Luxembourg war daraufhin der Meinung, dass ihn seine Ehre dazu zwinge, die Herausforderung anzunehmen.
Es entbrannte ein blutiger Kampf zwischen den Dörfern Thieusies, Casteau und Saint-Denis. Wilhelm selbst kämpfte an vorderster Front, konnte aber nicht mehr als einen unentschiedenen Ausgang der Schlacht erreichen. Luxembourg selbst zog sich von der Belagerung von Mons zurück, woraufhin die Friedensverhandlungen mit Spanien endlich vorankamen. Schließlich wurde er von den Spaniern am 17. September 1678 unterzeichnet.
Die Schlacht war, sinnlos und ohne jegliche Auswirkung, eine der blutigsten des ganzen Krieges. Die Alliierten hatten 4.500 und die Franzosen 2.500 Verluste zu beklagen.

## Berühmte Teilnehmer an der Schlacht
James Scott, Sohn von Charles II, kommandierte in der Schlacht eine anglo-niederländische Brigade und konnte sich im Kampf auszeichnen.
Menno van Coehoorn (der „holländische Vauban“) war beteiligt, ebenso der spätere Marschall Heinrich von Nassau-Ouwerkerk, der in der Schlacht Wilhelm von Nassau das Leben rettete, indem er einen Angreifer niederstreckte, der seine Pistole bereits auf die Brust des Prinzen in Anschlag gebracht hatte.